# دم‌چنگالی بورنئو
دم‌چنگالی بورنئو (نام علمی: Enicurus borneensis) نام گونه‌ای از سرده دم‌چنگالی است.